# Sinfonietta Cracovia
Sinfonietta Cracovia – orkiestra kameralna specjalizująca się w muzyce klasycznej, współczesnej i filmowej. W 1994 roku przyjęła obecną nazwę, została objęta patronatem Prezydenta Miasta i otrzymała status instytucji kultury Miasta Krakowa oraz oficjalną nazwę Orkiestra Stołecznego Królewskiego Miasta Krakowa Sinfonietta Cracovia. 
Pierwszym Dyrektorem Artystycznym orkiestry był skrzypek i dyrygent Robert Kabara, w latach 2014-2021 orkiestrze szefował kontrabasista Filharmonii Wiedeńskiej oraz dyrygent Jurek Dybał. Od 2022 roku Sinfoniettę Cracovię prowadzi Agata Grabowiecka oraz Katarzyna Tomala-Jedynak. 

## Historia i dokonania
Początki orkiestry związane są z inicjatywą wybitnych studentów Akademii Muzycznej w Krakowie, którzy w 1990 roku sformowali wspólny zespół. W roku 1992 przywództwo w nim objął Robert Kabara. Orkiestra szybko zdobyła uznanie z uwagi na oryginalne smyczkowe brzmienie. Dzięki zaangażowaniu Krzysztofa Pendereckiego oraz Elżbiety Pendereckiej zespół został objęty mecenatem miasta i przyjął obecną nazwę. W latach 1997–2010 menedżerem Orkiestry był skrzypek Adam Balas (od 2011 roku dyrektor Europejskiego Centrum Muzyki w Lusławicach. W latach 2014–2021 Orkiestrą kierował kontrabasista Filharmonii Wiedeńskiej i animator kultury Jurek Dybał. Od końca 2021 roku na czele Orkiestry stoi duet Agata Grabowiecka (dyrektorka, menadżerka kultury) i Katarzyna Tomala-Jedynak (dyrektorka artystyczna, pierwsza dyrygentka).  Z Sinfoniettą współpracowali między innymi: Krzysztof Penderecki, Christoph Eschenbach, Lorin Maazel, Walerij Giergijew, Rudolf Buchbinder, Misha Maisky, Pieter Wispelwey, Ilja Gringolc, Antoni Wit, Jerzy Maksymiuk, Barry Douglas, Kaja Danczowska, Irene Grafenauer, Tabea Zimmermann, Maksim Wiengierow, Anu Tali oraz Patrick Doyle. Od roku 2024 funkcję dyrygenta honorowego pełni belgijski dyrygent i kompozytor Dirk Brossé. 
Sinfonietta Cracovia koncertowała w salach Europy takich jak: Sala Filharmonii Berlińskiej, Konzerthaus w Berlinie, Herkules Saal w Monachium, Kurhaus w Wiesbaden, Sala Casino w Bazylei, Teatr Mogador w Paryżu, Sale Konserwatorium Muzycznego i Teatru Maryjskiego w Petersburgu, Auditorio Nacional w Madrycie, włoskie Teatry w Brescii, Neapolu i Parmie, Sala Filharmonii Narodowej w Warszawie, Tonnhalle w Zurychu. 
Wśród szeregu nagrań zrealizowanych przez orkiestrę należą między innymi produkcje telewizyjne dla BBC Classical Music Television, Telewizji Polskiej, TV ARTE, Netflix oraz płyty CD nagrane dla wytwórni: EMI, Arion, CD Accord Music Edition, Sony Classical i Dux.
Siedziba orkiestry znajduje się w budynku przy ul. Władysława Łokietka 14 w Krakowie.